# آرتلوخ
آرتلوخ (به لاتین: Artlukh) یک منطقهٔ مسکونی در روسیه است که در شهرستان کازبکوفسکی واقع شده‌است.